# 平果站
平果站，位于中华人民共和国广西壮族自治区百色市平果市马头镇，是南昆铁路、南昆客运专线上的火车站，建于1995年，2015年1月原址重建新站，于2015年12月11日启用营运，南宁局集团百色车务段管辖。

## 歷史
- 建于1995年。
- 2015年1月重建新站房。
- 2015年12月11日通车启用。

## 車站周邊
- 马头镇政府
- 平果市第五幼儿园
- 平果市政务服务中心交警大队分中心
- 江滨社区居委会
- 广西壮族自治区平果航道站
- 马头山风景区
- 马头山清心公园
- 江滨公园
- 平果市第一小学
- 平果市第二小学

## 外部連結
- 中国铁路客户服务中心 （页面存档备份，存于）